# Кубок Польщі з футболу 1983—1984
Кубок Польщі з футболу 1983–1984 — 30-й розіграш кубкового футбольного турніру в Польщі. Титул вдруге здобув Лех (Познань).

## Календар
| Раунд        | Дата                            | Матчі | Клуби    |
| ------------ | ------------------------------- | ----- | -------- |
| Перший раунд | 30 липня - 1 серпня 1983        | 32    | 112 → 80 |
| Другий раунд | 13-24 серпня 1983               | 32    | 80 → 48  |
| Третій раунд | 24 серпня - 14 вересня 1983     | 16    | 48 → 32  |
| 1/16 фіналу  | 21-28 вересня 1983              | 16    | 32 → 16  |
| 1/8 фіналу   | 19-20 жовтня 1983               | 8     | 16 → 8   |
| 1/4 фіналу   | 26 жовтня 1983 - 4 березня 1984 | 8     | 8 → 4    |
| 1/2 фіналу   | 14 березня - 16 травня 1984     | 4     | 4 → 2    |
| Фінал        | 19 червня 1984                  | 1     | 2 → 1    |

## Перший раунд
| Команда 1                | Рахунок      | Команда 2              |
| ------------------------ | ------------ | ---------------------- |
| 30 липня - 1 серпня 1983 |              |                        |
| Корона-2 (Кельці)        | 1:2          | Розточе (Щебрешин)     |
| Гурник (Медзянка)        | 1:6          | Сандеція (Нови Сонч)   |
| П'яст (Ілова)            | 3:2          | Малапанев (Озімек)     |
| ЛКС Стара Весь           | 0:3          | КС Хелмек              |
| Спарта (Люблінець)       | 4:0          | Гурник (Явожно)        |
| Мотор (Прашка)           | 1:2          | Лехія (Пеховіце)       |
| Бленкінті (Старгард)     | 1:0          | Полонія (Лешно)        |
| Бленкінті-2 (Старгард)   | 2:0          | Велна (Рогозьно)       |
| Вікторія (Яроцин)        | 0:2          | Сточньовец (Барлінек)  |
| Грунвальд (Познань)      | 1:3          | Варта (Познань)        |
| Парафаґ (Вроцлав)        | 1:0          | Белав'янка (Белава)    |
| ЛКС Ґрудиня-Велика       | 2:0          | Колеяж (Зелена Ґура)   |
| Гарбарня-2 (Краків)      | 1:0          | Прокоцім (Краків)      |
| Сталь (Ґожице)           | 2:1          | Карпати (Кросно)       |
| МЗКС Окоцім              | 0:4          | Польна (Перемишль)     |
| Сталь-2 (Мелець)         | 1:1 пен. 6:7 | Віслока (Дембиця)      |
| Унія-2 (Скерневіце)      | 0:1          | Борута (Зґеж)          |
| Орзел (Лодзь)            | 1:2          | Погонь (Здунська Воля) |
| Сталь (Радомсько)        | 0:1          | Гурник (Конін)         |
| ЛЗС Рисянка (Єлесня)     | 0:3          | Гурник (Войковиці)     |
| Нарев (Остроленка)       | 0:3          | Полонез (Варшава)      |
| Мазур (Елк)              | 2:1          | Млав'янка (Млава)      |
| Ґром (Червони Бур)       | 0:2          | Ягеллонія (Білосток)   |
| Проховічанка (Проховіце) | 3:3 пен. 6:5 | Погонь (Олесниця)      |
| Брда (Пшехлєво)          | 4:2          | Затока (Бранево)       |
| ТККФ Окрентовец (Гдиня)  | 1:5          | Балтик-2 (Гдиня)       |
| ФАМ Хелмно               | 1:3          | Завіша (Бидгощ)        |
| Гурник (Ленчна)          | 3:1          | АЗС Біла Підляська     |
| Бронь-2 (Радом)          | 1:2          | Холм'янка (Холм)       |
| Погонь (Седльце)         | 2:1          | АЗС-АВФ (Варшава)      |
| Вісла (Плоцьк)           | +:-          | ???                    |
| Гвардія (Кошалін)        | 2:1          | Гвардія (Щитно)        |

## Другий раунд
| Команда 1                | Рахунок      | Команда 2                       |
| ------------------------ | ------------ | ------------------------------- |
| 13-24 серпня 1983        |              |                                 |
| Бленкінті (Старгард)     | 0:1          | Олімпія (Познань)               |
| Бленкінті-2 (Старгард)   | 1:2          | Арконія (Щецин)                 |
| Сточньовец (Барлінек)    | 1:3          | Сталь (Щецін)                   |
| Варта (Познань)          | 0:0 пен. 1:4 | Гриф (Слупск)                   |
| Гурник (Войковиці)       | 0:0 пен. 2:4 | РОВ (Рибник)                    |
| Спарта (Люблінець)       | 0:5          | ГКС (Тихи)                      |
| КС Хелмек                | 0:3          | Одра (Ополе)                    |
| Мазур (Елк)              | 1:2 дч       | Олімпія (Ельблонг)              |
| Ягеллонія (Білосток)     | 2:1 дч       | Люблінянка (Люблін)             |
| Парафаґ (Вроцлав)        | 0:0 пен. 3:4 | Заглембє (Любін)                |
| П'яст (Ілова)            | 1:2          | П'яст (Гливиці)                 |
| Брда (Пшехлєво)          | 1:2          | Арка (Гдиня)                    |
| Балтик-2 (Гдиня)         | 1:1 пен. 5:6 | Влукняж (Паб'яниці)             |
| Завіша (Бидгощ)          | 2:3          | Радомяк (Радом)                 |
| Гарбарня-2 (Краків)      | 0:1          | Одра (Водзіслав-Шльонський)     |
| Сталь (Ґожице)           | 0:2          | Сталь (Стальова Воля)           |
| Віслока (Дембиця)        | 1:5          | Авіа (Свідник)                  |
| Розточе (Щебрешин)       | 0:3          | Ресовія (Ряшів)                 |
| Гурник (Ленчна)          | 3:1          | Бронь (Радом)                   |
| Борута (Зґеж)            | 0:4          | Полонія (Битом)                 |
| Погонь (Здунська Воля)   | 0:4          | Гутник (Краків)                 |
| Гурник (Конін)           | 2:4          | Гурник (Кнурув)                 |
| Вісла (Плоцьк)           | 2:0          | Ракув (Ченстохова)              |
| ЛКС Ґрудиня-Велика       | 1:2          | Целюльоза (Костшин)             |
| Проховічанка (Проховіце) | 2:4 дч       | Заглембє (Валбжих)              |
| Сандеція (Нови Сонч)     | +:-          | БКС Сталь (Бельсько-Бяла)       |
| Гвардія (Кошалін)        | 2:5          | Стільон (Гожув-Великопольський) |
| Лехія (Пеховіце)         | 1:0          | Гурник (Валбжих)                |
| Полонез (Варшава)        | 3:0          | Полонія (Варшава)               |
| Холм'янка (Холм)         | 1:3          | Мотор (Люблін)                  |
| Польна (Перемишль)       | 0:1          | Бленкітні (Кельці)              |
| Погонь (Седльце)         | 0:2          | Корона (Кельці)                 |

## Третій раунд
| Команда 1                       | Рахунок      | Команда 2                   |
| ------------------------------- | ------------ | --------------------------- |
| 24 серпня 1983                  |              |                             |
| Стільон (Гожув-Великопольський) | 0:3          | Сталь (Щецін)               |
| Арконія (Щецин)                 | 3:1          | Олімпія (Познань)           |
| Арка (Гдиня)                    | 1:0          | Олімпія (Ельблонг)          |
| Ягеллонія (Білосток)            | 2:1          | Вісла (Плоцьк)              |
| ГКС (Тихи)                      | 0:0 пен. 4:3 | Заглембє (Любін)            |
| РОВ (Рибник)                    | 1:1 пен. 2:3 | Одра (Водзіслав-Шльонський) |
| Корона (Кельці)                 | 2:1          | Сталь (Стальова Воля)       |
| Гурник (Ленчна)                 | 1:1 пен. 2:4 | Ресовія (Ряшів)             |
| Влукняж (Паб'яниці)             | 2:1          | Полонія (Битом)             |
| Гутник (Краків)                 | 0:2          | Гурник (Кнурув)             |
| Гриф (Слупск)                   | 0:0 пен. 6:7 | Целюльоза (Костшин)         |
| П'яст (Гливиці)                 | 2:0          | Заглембє (Валбжих)          |
| 6 вересня 1983                  |              |                             |
| Авіа (Свідник)                  | 2:3          | Мотор (Люблін)              |
| 13 вересня 1983                 |              |                             |
| Лехія (Пеховіце)                | 2:0          | Одра (Ополе)                |
| 14 вересня 1983                 |              |                             |
| Полонез (Варшава)               | 1:0          | Радомяк (Радом)             |
| Сандеція (Нови Сонч)            | 2:3 дч       | Бленкітні (Кельці)          |

## 1/16 фіналу
| Команда 1                   | Рахунок      | Команда 2            |
| --------------------------- | ------------ | -------------------- |
| 21 вересня 1983             |              |                      |
| П'яст (Гливиці)             | 3:1          | Краковія (Краків)    |
| Ягеллонія (Білосток)        | 0:2          | Сталь (Мелець)       |
| Целюльоза (Костшин)         | 0:0 пен. 3:4 | Лех (Познань)        |
| Влукняж (Паб'яниці)         | 0:3          | Відзев (Лодзь)       |
| Корона (Кельці)             | 3:4          | Легія (Варшава)      |
| Сталь (Щецін)               | 0:1          | Погонь (Щецин)       |
| Арконія (Щецин)             | 0:1          | Балтик (Гдиня)       |
| Гурник (Кнурув)             | 2:1          | Шльонськ (Вроцлав)   |
| Арка (Гдиня)                | 1:0          | Гвардія (Варшава)    |
| Мотор (Люблін)              | 2:1          | Заглембє (Сосновець) |
| Одра (Водзіслав-Шльонський) | 0:3          | ГКС (Катовиці)       |
| Бленкітні (Кельці)          | 1:1 пен. 5:4 | Шомберки (Битом)     |
| Полонез (Варшава)           | 1:2          | Гурник (Забже)       |
| ГКС (Тихи)                  | 1:5          | ЛКС (Лодзь)          |
| Ресовія (Ряшів)             | 1:3          | Рух (Хожув)          |
| 28 вересня 1983             |              |                      |
| Лехія (Пеховіце)            | 1:2          | Вісла (Краків)       |

## 1/8 фіналу
| Команда 1       | Рахунок | Команда 2          |
| --------------- | ------- | ------------------ |
| 19 жовтня 1983  |         |                    |
| ЛКС (Лодзь)     | 2:1     | Відзев (Лодзь)     |
| П'яст (Гливиці) | 0:5     | Лех (Познань)      |
| Легія (Варшава) | 2:3 дч  | Гурник (Забже)     |
| Арка (Гдиня)    | 0:1     | Погонь (Щецин)     |
| Рух (Хожув)     | 1:0     | Балтик (Гдиня)     |
| Вісла (Краків)  | 4:2     | Мотор (Люблін)     |
| Сталь (Мелець)  | 3:0     | Бленкітні (Кельці) |
| 20 жовтня 1983  |         |                    |
| Гурник (Кнурув) | 2:1     | ГКС (Катовиці)     |

## 1/4 фіналу
| Команда 1                          | Заг.    | Команда 2       | 1-й матч | 2-й матч |
| ---------------------------------- | ------- | --------------- | -------- | -------- |
| 26-27 жовтня 1983/3-4 березня 1984 |         |                 |          |          |
| Вісла (Краків)                     | 4:2     | Гурник (Кнурув) | 3:2      | 1:0      |
| Лех (Познань)                      | 2:2 (ч) | ЛКС (Лодзь)     | 1:0      | 1:2      |
| Погонь (Щецин)                     | 3:3 (ч) | Сталь (Мелець)  | 1:3      | 2:0      |
| Рух (Хожув)                        | 2:0     | Гурник (Забже)  | 1:0      | 1:0      |

## 1/2 фіналу
| Команда 1                 | Заг. | Команда 2      | 1-й матч | 2-й матч |
| ------------------------- | ---- | -------------- | -------- | -------- |
| 14 березня/16 травня 1984 |      |                |          |          |
| Вісла (Краків)            | 2:0  | Сталь (Мелець) | 0:0      | 2:0      |
| Рух (Хожув)               | 0:4  | Лех (Познань)  | 0:1      | 0:3      |

## Фінал
| 19 червня 1984 |

| Лех (Познань)                                  | 3:0      | Вісла (Краків) |
| ---------------------------------------------- | -------- | -------------- |
| Мілошевич 7' (пен.) Оконьскі 20' Яколцевич 46' | Протокол |                |

| Стадіон Війська Польського, Варшава Глядачів: 16 000 Арбітр: Ґерард Віт Желазко |